# رابرت باد دوایر
رابرت باد دوایر (انگلیسی: R. Budd Dwyer; ۲۱ نوامبر ۱۹۳۹ – ۲۲ ژانویهٔ ۱۹۸۷) سیاستمدار آمریکایی بود. او در میان سال‌های ۱۹۷۱ تا ۱۹۸۱ عضو جمهوری‌خواه مجلس پنسیلوانیا و همچنین از سال ۱۹۸۱ تا ۱۹۸۷ خزانه‌دار این ایالت هم بود. دوایر بعدها به خاطر رشوه‌گیری محکوم شد و یک روز پیش از اعلام حکم در مقابل چشم دوربین‌های تلویزیونی و خبرنگاران خودکشی کرد. خودکشی او بعد از آن روز به صورت گسترده برای مخاطبان تلویزیونی در سراسر ایالت پنسیلوانیا پخش شد.